# 知念第二サイト
知念第二サイト（ちねんだいにサイト、英語: Chinen Site No.2）は、沖縄県南城市の知念半島にあったアメリカ陸軍のミサイルサイト。南城市佐敷（西側）にある管理施設と南城市知念（東側）にあるミサイルサイトの2か所に分かれていた。1973年に航空自衛隊に移管され、知念分屯基地の管理地区と運用地区となった。

## 概要
知念第2陸軍補助施設
- 旧名: 知念第二陸軍補助施設（Chinen Army Annex No.2）
- 改称: 知念第二サイト（Chinen Site No.2）[1]

- 施設番号: FAC6269
- 所在地：玉城村、知念村、佐敷村（北側）
- 面積：約311,600m2
- 管理：アメリカ陸軍

| 施設番号 | 基地名（1972年時点） | 旧称                | 現在                   |
| FAC6268  | 知念第一サイト       | 知念第1陸軍補助施設 | 陸上自衛隊知念分屯地   |
| FAC6269  | 知念第二サイト       | 知念第2陸軍補助施設 | 航空自衛隊知念分屯基地 |

### 歴史
- アメリカ陸軍第30防空砲兵旅団が「知念第二陸軍補助施設」として使用。
- 1957年7月8日 - アメリカ公文書館の記録にナイキ・ハーキュリーズの配備計画が知念サイトを含む8か所であると記載されている。アメリカ陸軍第30防空砲兵旅団が「知念第二陸軍補助施設」として使用[2]。
- 1972年5月15日 - 沖縄返還にともない「知念第二サイト」に名称変更（ミサイル・サイト）[1]。

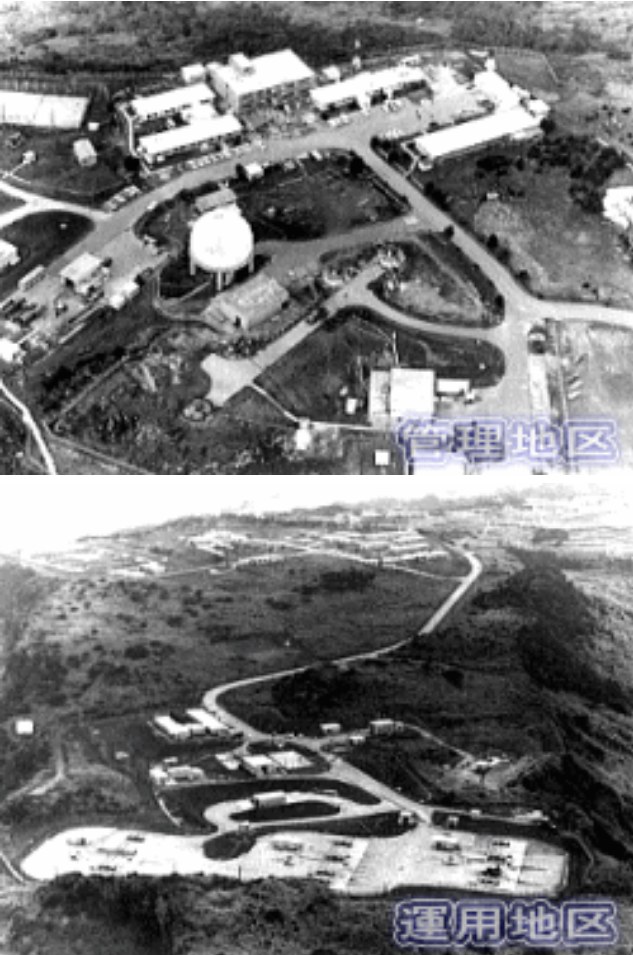
アメリカ陸軍の知念第二サイトは西側 （佐敷）の管理地区と東側のミサイルサイト（知念）の2か所。それぞれ知念分屯基地の管理地区と運用地区になった。

|   |           | ナイキ配備                               | 備考                         |
| 1 | 第1サイト | ボロー・ポイント射撃場（読谷）           | 返還                         |
| 2 | 第2サイト | 恩納ポイント（恩納サイト）               | 航空自衛隊恩納分屯基地に移管 |
| 3 | 第3サイト | 石川陸軍補助施設（天願）                 | 返還                         |
| 4 | 第4サイト | 西原陸軍補助施設（ホワイト・ビーチ地区） | 返還                         |
| 5 | 第5サイト | 普天間飛行場                             |                              |
| 6 | 第6サイト | 知念第二サイト                           | 航空自衛隊知念分屯基地に移管 |
| 7 | 第7サイト | 与座岳サイト                             | 陸上自衛隊南与座分屯地に移管 |
| 8 | 第8サイト | 那覇サイト                               | 航空自衛隊那覇基地に移管     |

### 航空自衛隊知念高射教育訓練場
- 航空自衛隊「知念分屯基地」
- 第18高射隊及び第16高射隊が駐屯

1973年1月31日、約2,000m2の引渡し。2月15日、航空自衛隊那覇基地隊において知念訓練隊を新編。約3か月間、アメリカ兵が自衛官にミサイルについての整備OJT（実務訓練）を実施後、5月14日、約310,000m2が引き渡され、新設の第18高射隊に管理が移管される。
1974年1月9日、沖縄返還協定了解覚書B表に基づき、残り部分がすべて自衛隊に引き継がれる。
1996年2月1日、第16高射隊が新編される。
高台に位置する運用地区と運用地区から約2.5km離れた管理地区から成る。現在はハーキュリーズではなくパトリオットが配備されている。

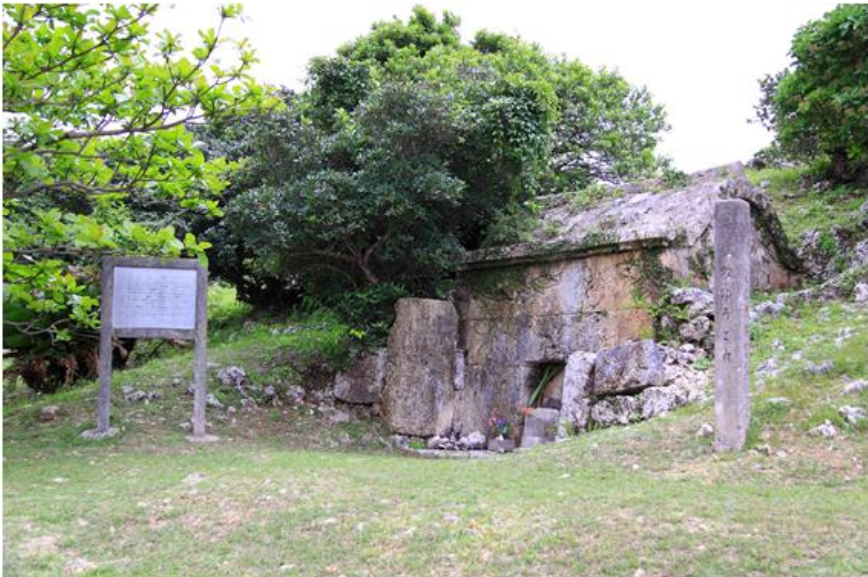
航空自衛隊知念分屯基地内にある佐敷ようどれ

## 佐敷ようどれ
琉球王国を建てた尚巴志の父・尚思紹一族を奉った霊廟。1957年、アメリカ軍がこの地域を接収すると通告した。アメリカ軍基地内にあるまま、県は1958年に県の史跡として指定した。
現在は航空自衛隊知念分屯基地内にあり、南城市教育委員会が管理しており、分屯基地にゲートで申し込むことで見学できる。